# ماتیلدا هوگبرگ
ماتیلدا هوگبرگ (به انگلیسی: Mathilda Högberg) (زاده ۱۴ آوریل ۱۹۹۴) اینفلوئنسر سوئدی رسانه‌های اجتماعی است. او در سال ۲۰۲۰ به عنوان یک زن ترنس آشکارسازی کرد.